# James Douglas-Hamilton
James Alexander Douglas-Hamilton, baron Selkirk de Douglas (31 juillet 1942 - 28 novembre 2023), est un homme politique, avocat et pair britannique.
Il est brièvement 11e comte de Selkirk (un titre auquel il renonce).

## Biographie
James Douglas-Hamilton fait ses études au Collège d'Eton et au Balliol College, à Oxford, où il est président de l'Oxford Union, puis à l'Université d'Édimbourg. 
Il est avocat et substitut du procureur fiscal par intérim de 1968 à 1972. De 1972 à 1974, il est conseiller au conseil du district d'Édimbourg, et après s'être présenté à Hamilton en février 1974, il est député d'octobre 1974 (faisant suite à Anthony Stodart) à 1997, pour Edimbourg-Ouest. Pendant ce temps, il serti au Scottish Office. 
Entre 1987 et 1995, il est sous-secrétaire d'État parlementaire pour l'Écosse, puis ministre d'État entre 1995 et 1997. Il est auparavant Lords du Trésor entre 1979 et 1981. Il est nommé conseiller privé et Conseiller de la reine en 1996. 
Le 12 décembre 2011, il est nommé haut-commissaire de l'Assemblée générale de l'Église d'Écosse, qui est le représentant personnel du souverain à l'Assemblée générale annuelle de l'Église d'Écosse, pour 2012. 
En 1994, à la mort de George Douglas-Hamilton (10e comte de Selkirk), il hérite du comté, bien que la succession soit contestée, par Alasdair Douglas-Hamilton, un neveu du 10e comte, mais finalement sans succès. En raison des dispositions de la Peerage Act de 1963, Selkirk est considéré comme incapable de voter à la Chambre des communes tant qu'il n'a pas renoncé au titre, même si le litige sur la succession n'a pas été tranchée. Comme le gouvernement conservateur de l'époque a une petite majorité, il se sentait obligé de décliner immédiatement. 
Après avoir perdu son siège aux élections générales de 1997, il est nommé à la Chambre des Lords en tant que pair à vie, créé baron Selkirk de Douglas, de Cramond dans la ville d'Édimbourg. 
De 1999 à 2007, il est membre du Parlement écossais et vice-président de son comité d'éducation. En novembre 2005, Lord Selkirk of Douglas annonce son intention de prendre sa retraite à la fin de la session 2003-2007 du Parlement écossais. Il continue de siéger à la Chambre des lords, s'intéressant particulièrement à la législation britannique en ce qui concerne l'Écosse. 
Lord Selkirk of Douglas a écrit un certain nombre de livres, dont Motive For a Mission: The Story Behind Hess's Flight to Britain à propos de la rencontre de son père avec Rudolf Hess lorsqu'il a atterri en Écosse pendant la Seconde Guerre mondiale.

### Famille
En 1974, James Douglas-Hamilton épouse (Priscilla) Susan Buchan, petite-fille de l'homme politique et romancier John Buchan, et fille de John Buchan, 2e baron Tweedsmuir, et de sa femme Priscilla Buchan, qui reçoit une pairie à part entière, comme Lady Tweedsmuir. Ils ont quatre fils, dont l'aîné, John Andrew Douglas-Hamilton, Lord Daer et maître de Selkirk (né en 1978) est l'héritier du comte de Selkirk. Lord Selkirk de Douglas est également cinquième en ligne de succession pour le duché de Hamilton, après les fils et le frère de l'actuel duc.